# Midshipman Easy
Midshipman Easy è un cortometraggio muto del 1915 diretto da Maurice Elvey.

## Produzione
Il film fu prodotto dalla British & Colonial Kinematograph Company.

## Distribuzione
Distribuito dall'Ideal, uscì nelle sale cinematografiche britanniche nel febbraio 1915.